# Southport (Royaume-Uni)
Pour les articles homonymes, voir Southport.
Southport est une ville de bord de mer du district métropolitain de Sefton dans le comté du Merseyside, en Angleterre. La ville est située sur la côte de la mer d'Irlande, à 26,6 km au nord de Liverpool et 23,8 km à l'ouest-sud-ouest de Preston. Southport a une population de 91 404 habitants.
Southport est une destination touristique. Les attractions touristiques comprennent la jetée de Southport, la deuxième plus longue jetée de plaisir balnéaire dans les îles britanniques et Lord Street, une élégante rue commerçante bordée d'arbres où vécut jadis Napoléon III. La ville possède aussi un champ de foire et un parc aquatique.
De vastes dunes s'étirent sur plusieurs kilomètres au sud de la ville. Les dunes Ainsdale ont été classées comme réserve naturelle nationale de l'Angleterre. La faune locale inclut le crapaud calamite et le lézard des souches.
Avec six parcours de tout premier ordre, Southport est un centre important pour les golfeurs britanniques.
Southport est aussi connu pour avoir été la ville d’origine du célèbre pur-sang anglais Red Rum.

## Voies de communication et transports

### Voies routières et autoroutières
En raison de sa position côtière, Southport est une agglomération linéaire et ne peut donc être abordée que depuis un nombre limité de directions par la route.
Les routes principales entrant dans Southport sont les suivantes :
- l'A565 (depuis Preston au nord-est, venant de l'A59 Liverpool - Preston - York),
- l'A570 (depuis Ormskirk et Saint Helens au sud-est),
- l'A565 (depuis Liverpool et Formby au sud).

Il n'existe aucun lien direct vers l'autoroute depuis Southport, les connexions les plus proches sont: du sud - sortie 3 de la M58 (sur l'A570, douze miles), et du nord - la jonction 1 de la M65 (sur la A582/A59, dix-neuf miles).

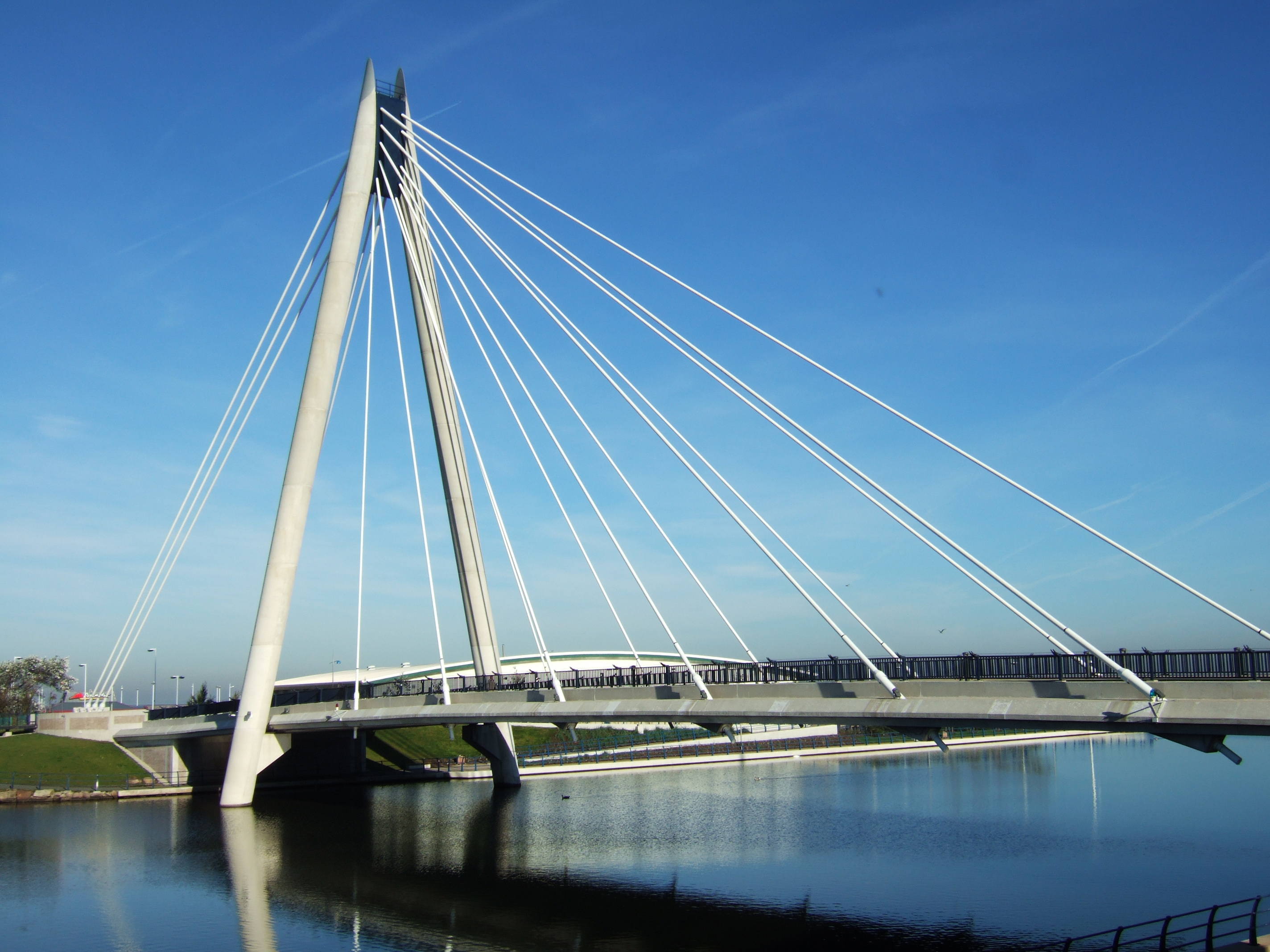
Le pont Marine Way.

Le pont Marine Way ouvert en mai 2004 relie le quartier commerçant de Lord Street avec les développements récents du front de mer. Cette structure d'une hauteur de 46 m. a coûté environ 5 millions de livres.

### Transport aérien
Southport ne dispose pas d'aéroport et les aéroports les plus proches sont à l'aéroport de Liverpool John Lennon, l'aéroport de Manchester et l'aéroport international de Blackpool.

### Transport ferroviaire

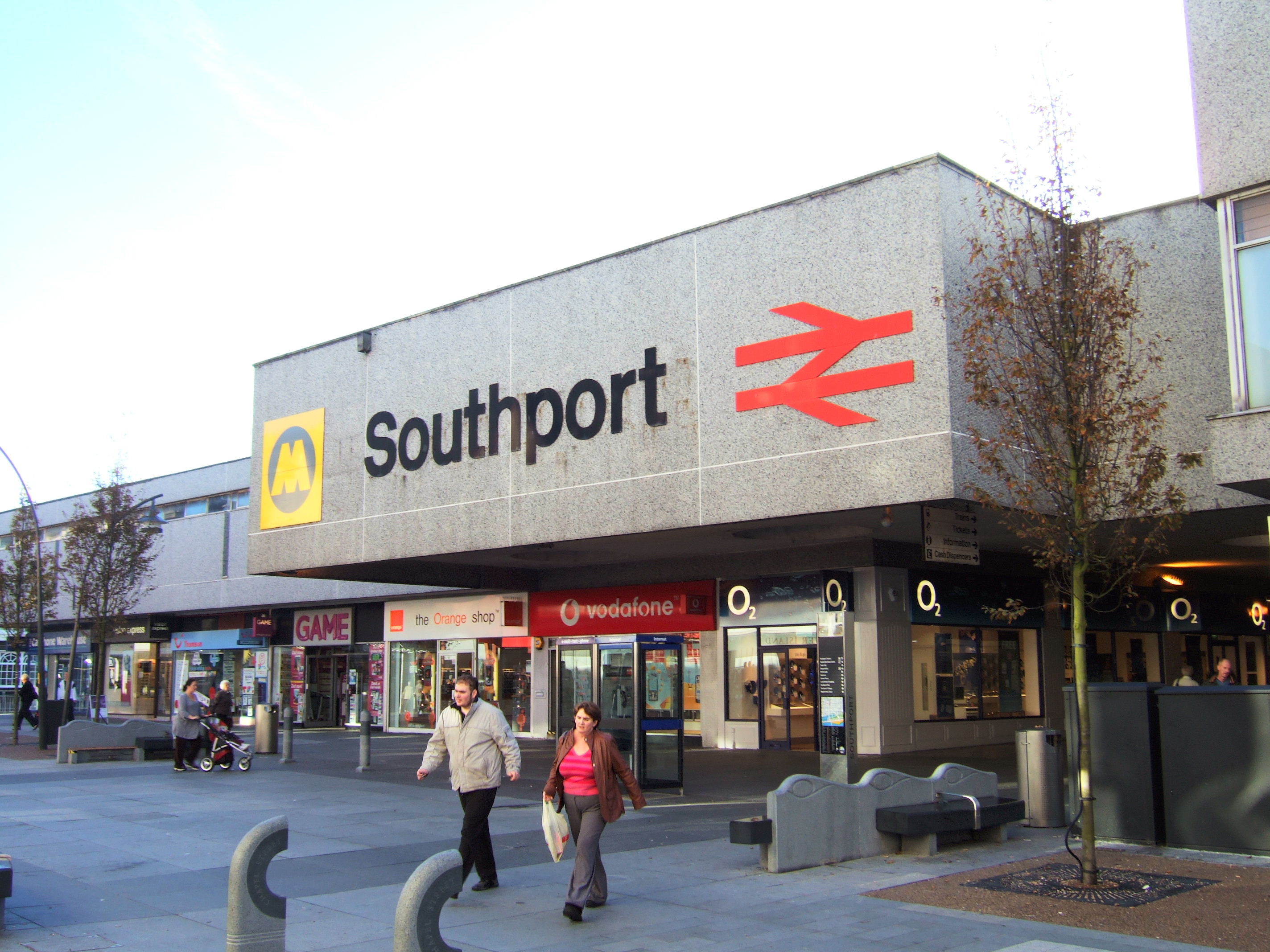
La gare de Southport.

Southport possède une gare avec un service fréquent de trains électriques (Merseyrail) vers Liverpool, et un service régulier (Northern Rail) vers Wigan, Bolton, Manchester, l'aéroport de Manchester et Rochdale.

## Histoire
Après la Première Guerre mondiale, dans la commune de Festubert dans le département du Pas-de-Calais, le 17 septembre 1924, en présence du maire de Southport et de son épouse, de l’ancien maire et de son épouse, de l’intendant général de Southport et d'un délégué de l’association France Grande-Bretagne, est inaugurée la salle des fêtes, nommée Southport memorial Hall. Elle a été construite grâce aux dons de la ville de Southport en souvenir de leurs soldats britanniques morts sur le territoire de la commune.
Le 29 juillet 2024, une attaque au couteau provoque la mort de trois enfants de 6, 7 et 9 ans. Huit autres enfants sont blessés dont cinq sont dans un état critique, ainsi que deux adultes. Le suspect est arrêté peu après l’attaque. Le lendemain, de violents affrontements ont lieu entre policiers et manifestants. Une centaine de manifestants allument des feux et affrontent les forces de l’ordre,. Ces violences sont attribuées par la police à des manifestants d'extrême-droite. 53 agents de police sont blessés durant ces émeutes.

## Sport
La ville héberge un club de football.

## Galerie

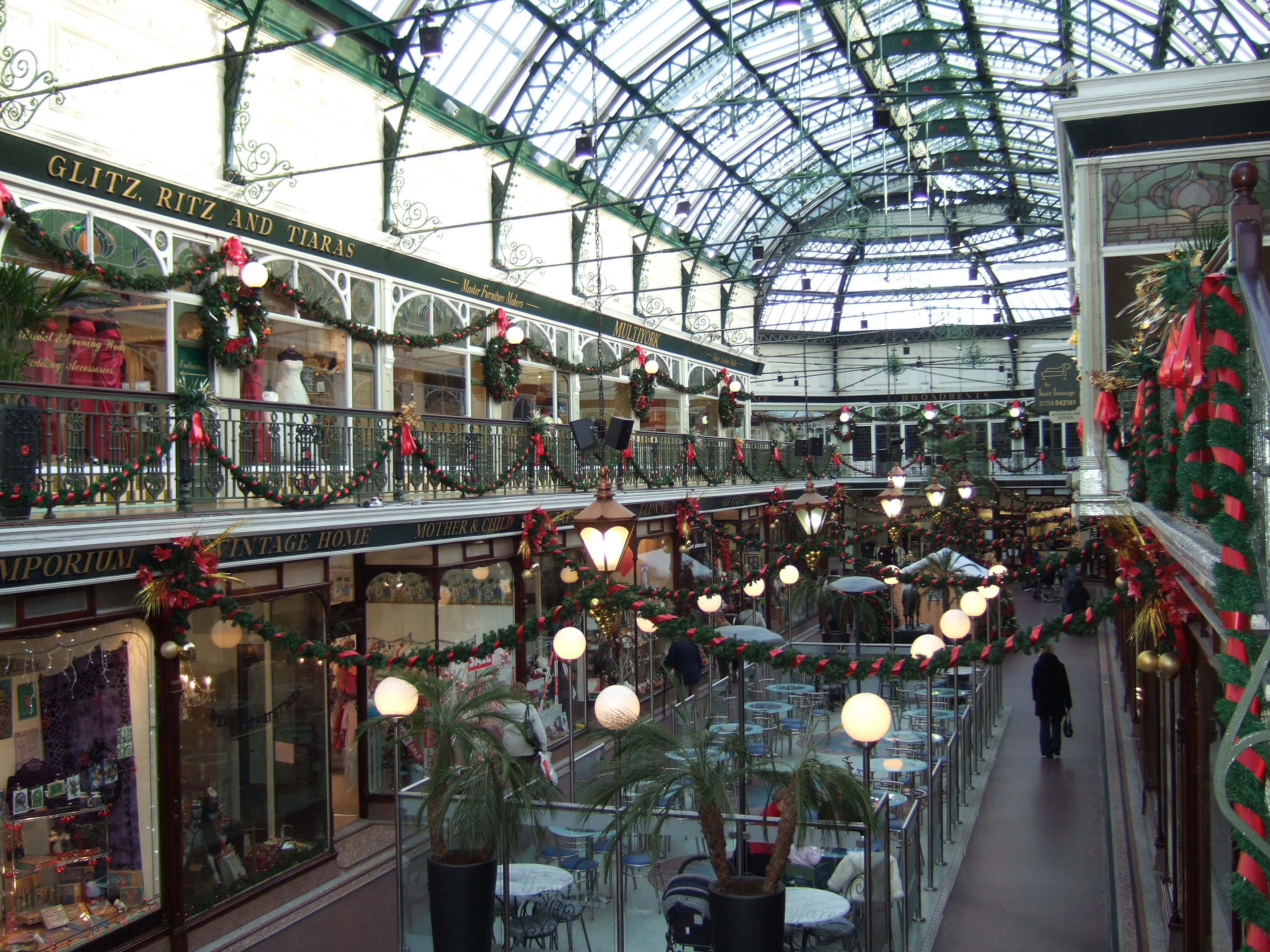
Wayfarers Arcade, décoré pour Noël.
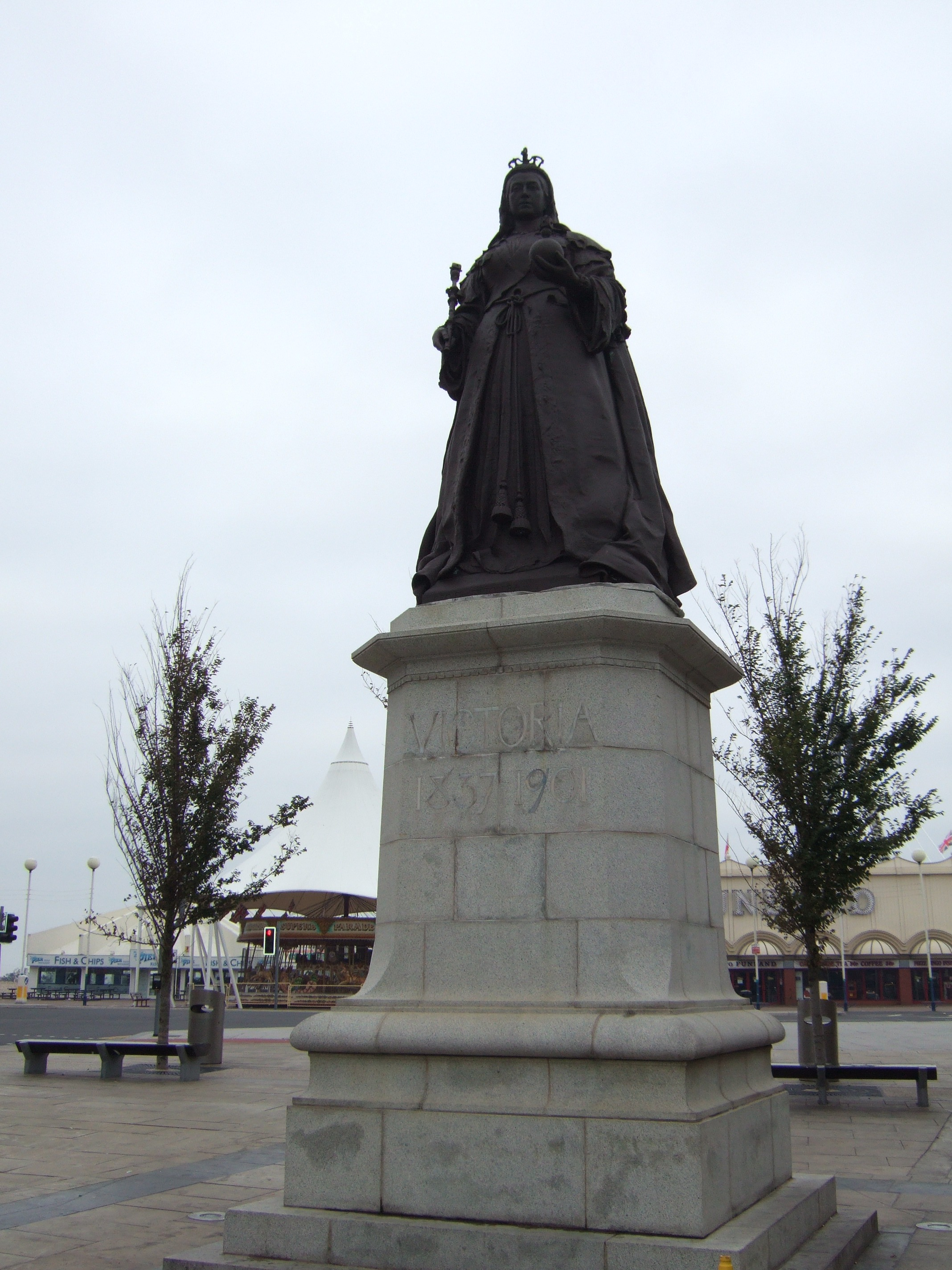
Statue de la reine Victoria sur la promenade de Southport.
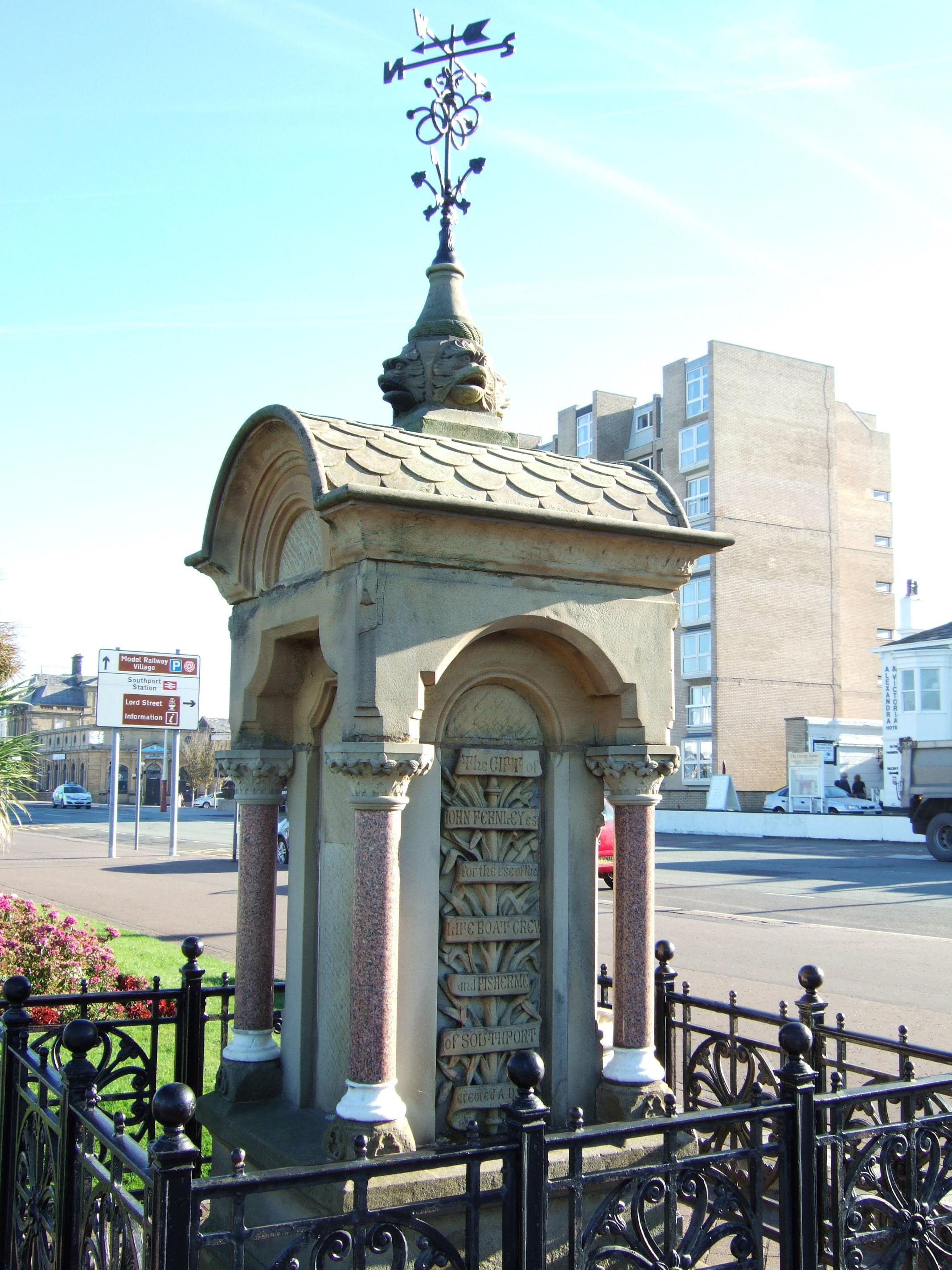
La fontaine Fernley sur la promenade de Southport.
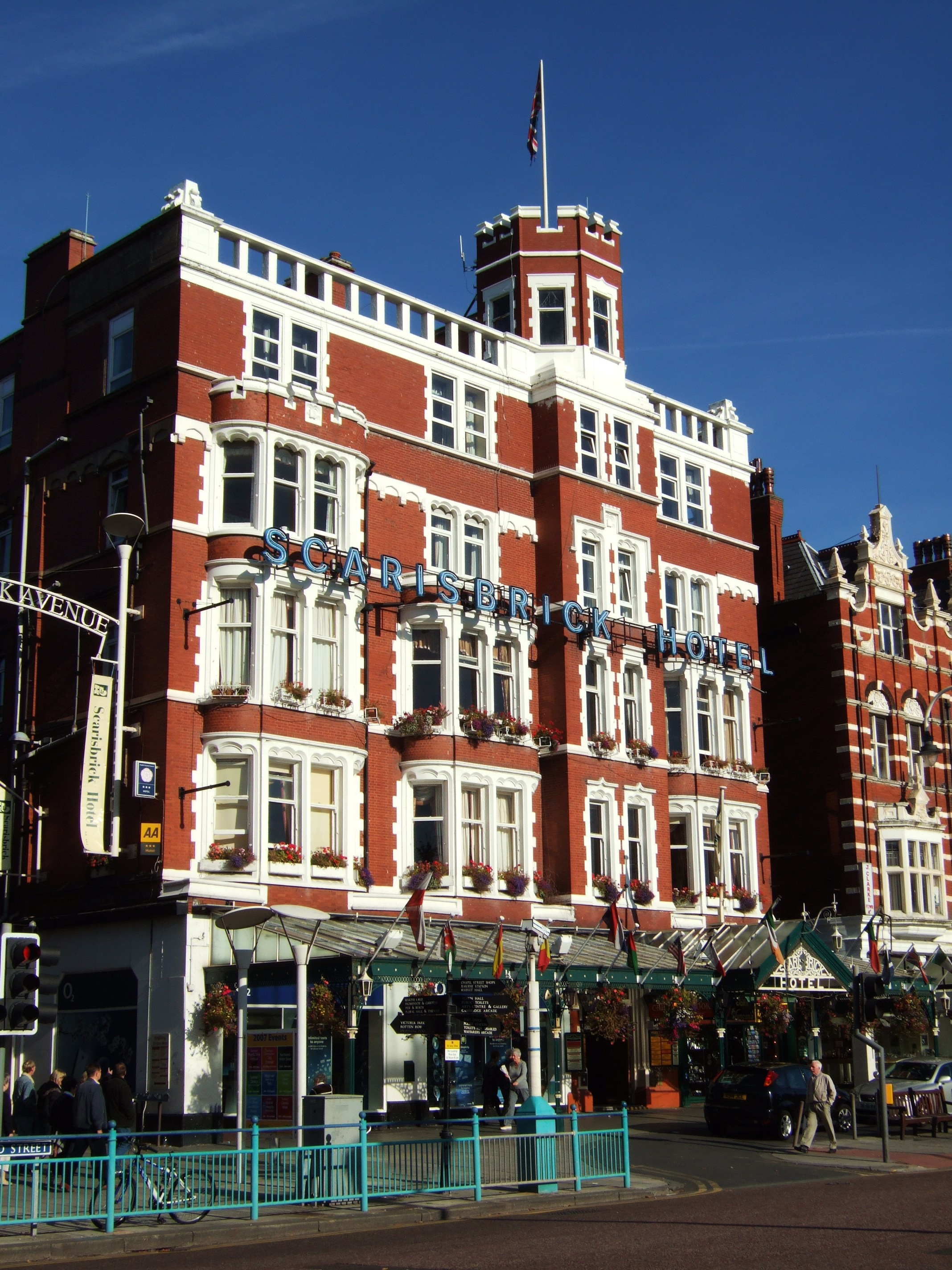
L'Hôtel Scarisbrick sur Lord Street.
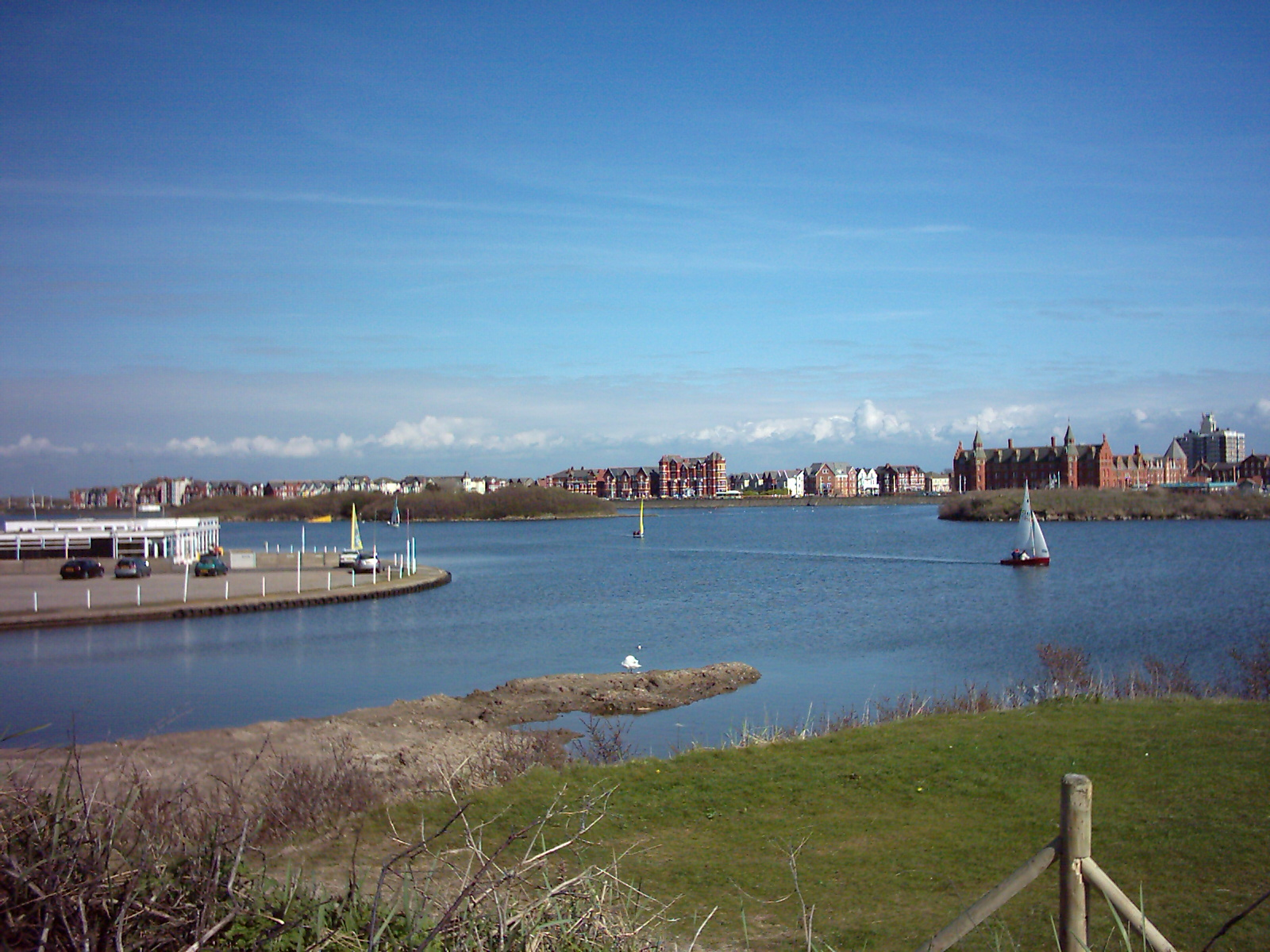
Sports nautiques sur le lac marin.
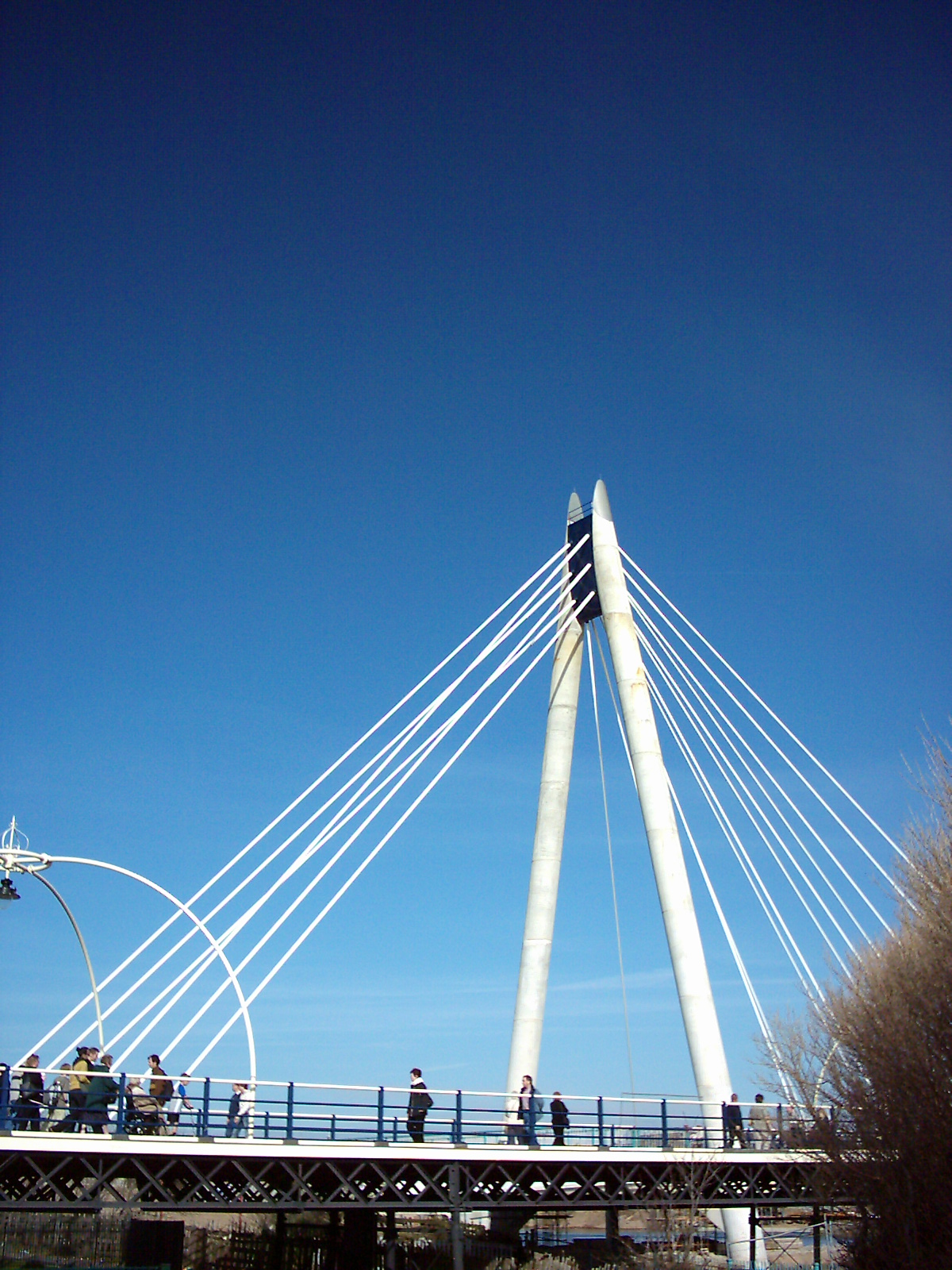
Marine Way du pont et jetée de Southport.
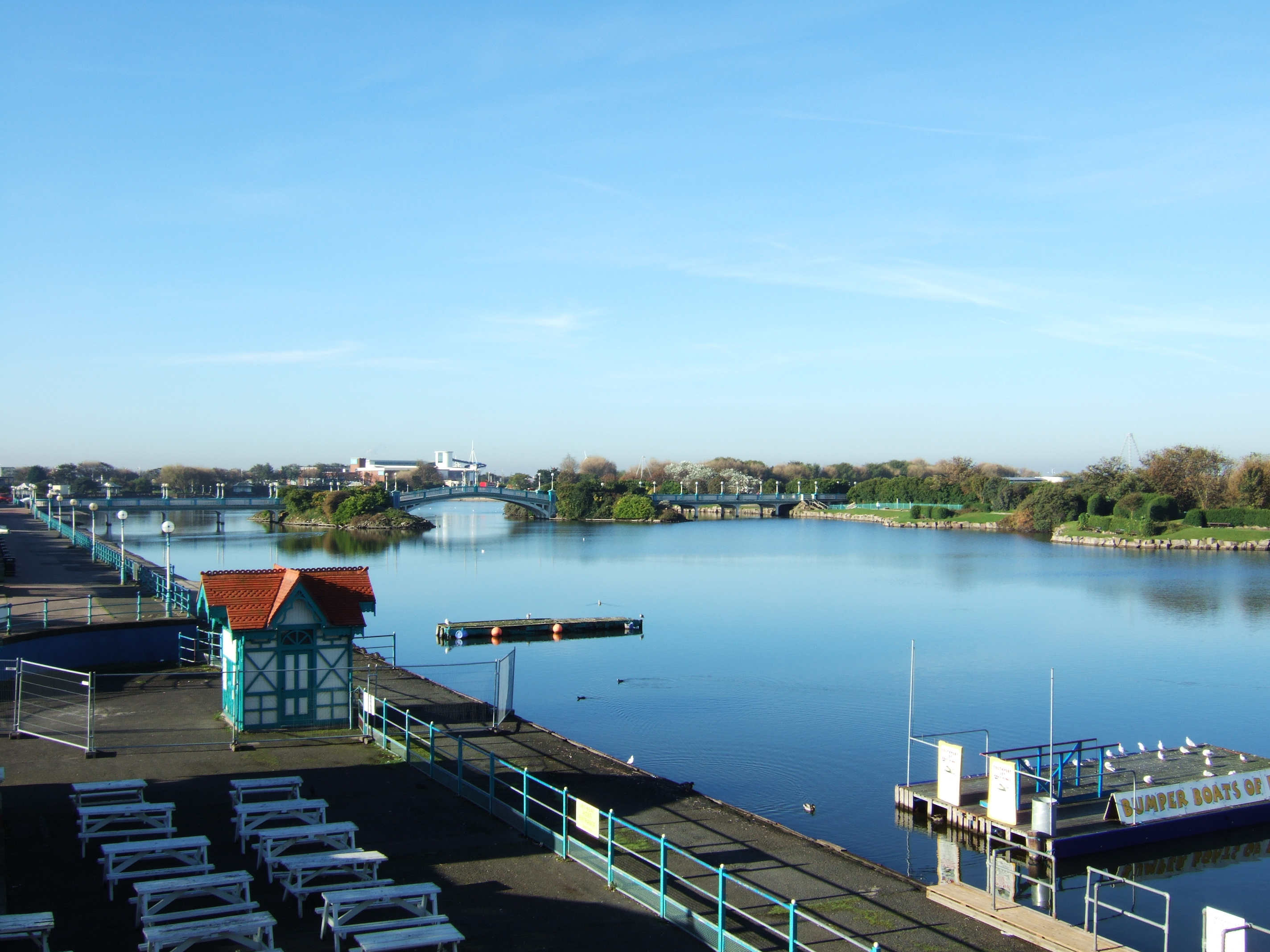
Lac marin.